# 8113 Matsue
A 8113 Matsue (ideiglenes jelöléssel 1996 HD1) a Naprendszer kisbolygóövében található aszteroida. Robert H. McNaught és Abe Hirosi fedezte fel 1996. április 21-én.

## Kapcsolódó szócikk
- Kisbolygók listája (8001–8500)